# John Slattery (acteur)
John M. Slattery Jr. (Boston, 13 augustus 1962) is een Amerikaans acteur. Hij werd zowel in 2007 als 2009 genomineerd voor een Emmy Award voor zijn rol als Roger Sterling in de dramaserie Mad Men. Hij won hiervoor samen met de gehele cast in 2007 daadwerkelijk een Screen Actors Guild Award.
Slattery's eerste rol was die van Pvt. Dylan Leeds in Dirty Dozen: The Series (1988), een serie afgeleid van de film The Dirty Dozen. Hij deed acht jaar acteerervaring op in verschillende televisiefilms en -series voor hij in 1996 debuteerde op het witte doek in City Hall. Sindsdien speelde hij in meer dan twintig films. Daarnaast bleef Slattery ook actief in televisieseries. Tot zijn meest omvangrijke daarin behoren die in Homefront, Ed, Jack & Bobby, Desperate Housewives en Mad Men.
Slattery trouwde in 1998 met actrice Talia Balsam.

## Filmografie
*Exclusief vijf televisiefilms
| - Avengers: Endgame (2019) - Captain America: Civil War (2016) - Spotlight (2015) - Ant-Man (2015) - Ted 2 (2015) - The Adjustment Bureau (2011) - Iron Man 2 (2010) - Charlie Wilson's War (2007) - Reservation Road (2007) - Underdog (2007) - Flags of Our Fathers (2006) - The Situation (2006) - Dirty Dancing: Havana Nights (2004) - Noise (2004) - The Brooke Ellison Story (2004, televisiefilm) | - Mona Lisa Smile (2003) - The Station Agent (2003) - Bad Company (2002) - Traffic (2000) - Sam the Man (2000) - The Ride Home (2000) - Where's Marlowe? (1998) - The Naked Man (1998) - Harvest (1998) - Red Meat (1997) - My Brother's War (1997) - Sleepers (1996) - Eraser (1996) - City Hall (1996) |

## Televisieseries
*Exclusief eenmalige gastrollen
- Mrs. America - Fred Schlafly (2020, negen afleveringen)
- Mad Men - Roger Sterling (30+ afleveringen sinds juli 2007)
- Desperate Housewives - Victor Lang (2007, veertien afleveringen)
- Jack & Bobby - Peter Benedict (2004-2005, 21 afleveringen)
- K Street - Tommy Flannegan (2003, tien afleveringen)
- Ed - Dennis Martino (2001-2002, zeventien afleveringen)
- Sex and the City - Bill Kelley (2000, twee afleveringen)
- Law & Order - Arlen Levitt (1998-2000, twee afleveringen)
- Judging Amy - Michael Cassidy (1999-2000, drie afleveringen)
- Maggie - Dr. Richard Meyers (1998-1999, zes afleveringen)
- Will & Grace - Sam Truman (1999, twee afleveringen)
- Party of Five - Jay Mott (1998, twee afleveringen)
- Homefront - Al Kahn (1991-1993, 37 afleveringen)
- Dirty Dozen: The Series - Pvt. Dylan Leeds (1988, zes afleveringen)